# Kostel svatého Jakuba (Hvězdlice)
Kostel svatého Jakuba Většího a Matouše ve Hvězdlicích je římskokatolický farní kostel postavený v letech 1770-1773 za preláta Matouše Pertschera. Objekt kostela je kulturní památkou chráněnou státem.

## Historie
Kostel je pozdně barokní stavba vystavěná v letech 1770 až 1773 za Matouše Pertschera, preláta augustiniánského kláštera v Brně, ke kterému kostel patřil. Kostel měl projektovat František Antonín Grimm a jeho základní kámen byl položen 19. března 1770. V nikách na fasádě jsou umístěny sochy sv. Augustina a Tomáše z Villanovy od Jakuba Scherze z roku 1774. Na vnitřním vybavení kostela se podíleli sochař Jakub Scherz, štafíř Ondřej Bliberger, malíři Felix Ivo Leicher a Ignác Raab.

## Interiér
Hlavní oltář je osazen obrazem patronů kostela od Leichera z roku 1772, sochami Cyrila a Metoděje po bocích a v nástavci sousoším sv. Trojice. Po stranách lodi je dvojice protějškových oltářů s obrazy Příbuzenstva Kristova a Čtrnácti sv. pomocníků, včetně predelových obrazů sv. Floriána a Vendelína. U západní zdi stojí mariánský oltář s kopií obrazu svatotomské madony. V kostele se nachází také kazatelna zdobená na vrcholu sochou Mojžíše a křtitelnice pod baldachýnem se sousoším Adama a Evy. Varhany pochází z počátku 19. století. V sakristii je rokoková intarzovaná kredenční skříň.